# Chevrolatia
Chevrolatia es un género de coleópteros polífagos estafilínidos (Staphylinidae), el único de la tribu Chevrolatiini. Se distribuyen por el holártico, la región neotropical y la afrotropical.

## Especies
Se reconocen las siguientes:
- Chevrolatia amoena
- Chevrolatia besucheti
- Chevrolatia bonnairei
- Chevrolatia breviceps
- Chevrolatia celisi
- Chevrolatia chobauti
- Chevrolatia egregia
- Chevrolatia endroedyi
- Chevrolatia franzi
- Chevrolatia grouvellei
- Chevrolatia hispanica
- Chevrolatia insignis
- Chevrolatia leleupi
- Chevrolatia maroccana
- Chevrolatia microphthalma
- Chevrolatia occidentalis
- Chevrolatia pici
- Chevrolatia raymondi
- Chevrolatia suteri
- Chevrolatia sylvanica